# 嘌呤受体
嘌呤受體（Purinergic receptors）為一類近來才被標定的膜分子家族，與細胞內許多功能及作用有關，如血管反應力(vascular reactivity)、細胞凋亡(apoptosis)及細胞素分泌 (cytikine　secretion)。
對於胞外微作用的影響了解仍有限。
就目前所知它們能夠認出胞外ATP，媒介ATP作為細胞第一傳訊者。
纖維母細胞(Fibroblasts)與平滑肌細胞的有許多共同特徵， 它們都能形成動脈粥狀硬化的斑塊。人類纖維母細胞中，這種受體對影響ATP媒介的高葡萄糖濃度反應。
| 名称    | Activation                                  | 类型             |
| P1受體  | 腺苷酸                                      | G蛋白耦合受體    |
| P2Y受體 | 核苷酸 - ATP - ADP - UTP - UDP - UDP-葡萄糖 | G蛋白耦合受體    |
| P2X受體 | ATP                                         | 配体门控离子通道 |